# Perla di gran prezzo
Perla di gran prezzo (The Pearl of Great Price) è uno dei principali testi sacri della Chiesa di Gesù Cristo dei Santi degli Ultimi Giorni e di altri movimenti ad essa più o meno collegati.
Come si legge nel primo paragrafo dell'Introduzione all'edizione ufficiale,

## Struttura

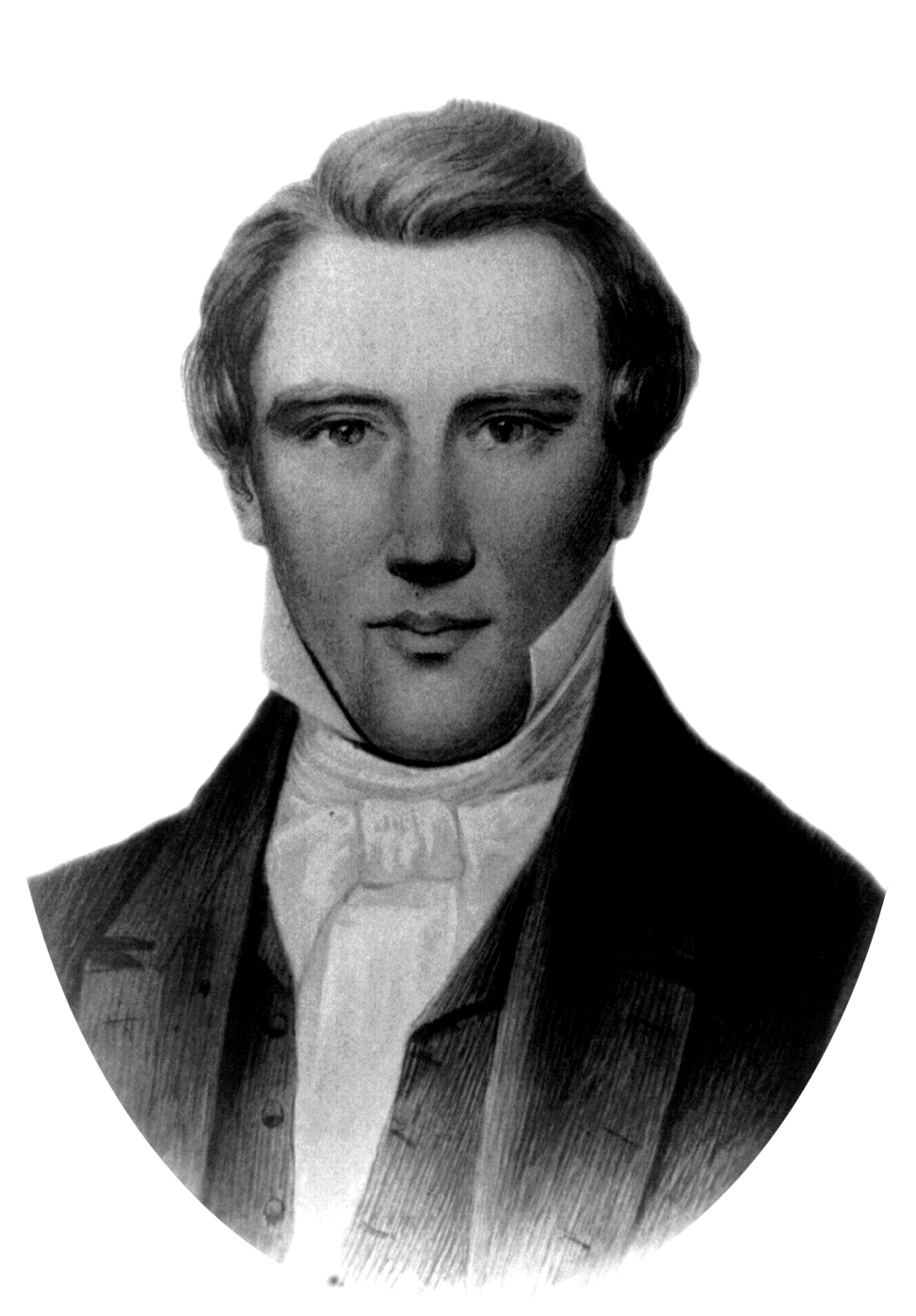
Joseph Smith

Perla di gran prezzo è suddivisa in cinque sezioni: Brani dal Libro di Mosè, il Libro di Abramo, Joseph Smith - Matteo, Joseph Smith - Storia e gli Articoli di fede.
Il Libro di Mosè e Joseph Smith - Matteo fanno parte rispettivamente del libro della Genesi e del Vangelo secondo Matteo nella traduzione della Bibbia fatta da Joseph Smith. Joseph Smith - Storia è un racconto in prima persona fatto da Joseph Smith, il fondatore del Mormonismo, della sua vita prima della fondazione della Chiesa, compresi i resoconti della Prima Visione da lui avuta e di altre visitazioni angeliche. Gli Articoli di fede sono una lista di 13 precetti fondamentali del Mormonismo composta da Joseph Smith come parte di una lettera scritta nel 1842 a "Long" John Wentworth, redattore del Chicago Democrat.
Il Libro di Abramo deriva da antichi papiri che furono consegnati a Smith, e che lui affermò di aver tradotto. Nella traduzione si legge dei viaggi di Abramo in Egitto, e vengono presentate molte dottrine tipicamente mormoni come l'esaltazone e l'esistenza di molteplici spiriti arrivati a tale stato quindi allo stesso livello di Dio.
Il Libro di Mosè e il Libro di Abramo sono stati paragonati alla Vita di Adamo ed Eva e ad altri esempi di pseudoepigrafia ebraica a causa di alcune somiglianze, fra cui il racconto della tentazione di Adamo ed Eva e la loro vita dopo la cacciata dal giardino dell'Eden. Il Libro di Mosè contiene anche insegnamenti e profezie di Enoch, personaggio biblico considerato antenato di Noè e autore del libro che porta il suo nome.
Il contenuto originario del libro era leggermente diverso, vi si trovava materiale già in Dottrina e Alleanze (altro testo fondamentale del Mormonismo) e un inno intitolato Oh Say What is Truth? (ora contenuto nell'innario della Chiesa di Gesù Cristo dei Santi degli Ultimi Giorni). Nel 1878 venne aggiunto del materiale dal Libro di Mosè.
Perla di gran prezzo divenne un testo canonico nel 1880. Nel 1902 le parti già presenti in Dottrina e Alleanze vennero eliminate; altri due documenti, ora in Dottrina e Alleanze, 137 e 138, vennero aggiunti a Perla di gran prezzo nel 1976 e spostati nella loro attuale collocazione nel 1979.

## L'edizione del 1851
Perla di gran prezzo venne compilata da Franklin D. Richards a Liverpool, dagli scritti sparsi di Joseph Smith. In origine conteneva:
- Estratti dalla Profezia di Enoch (Mosè, 6:43-7:69)
- Le parole che Dio disse a Mosè (Mosè, 1:1-42)
- Una sezione senza titolo (Mosè, 2:1-5, 40; 8:13-30)
- Il Libro di Abramo, con inclusi i Facsimile 1, 2 e 3
- Un estratto dalla traduzione della Bibbia (Joseph Smith - Matteo)
- Una chiave per le Rivelazioni di San Giovanni (Dottrina e Alleanze, 77)
- Una Rivelazione e una Profezia (Dottrina e Alleanze, 87)
- Estratti dalla Storia di Joseph Smith (Joseph Smith - Storia)
- Da Dottrina e Alleanze dei Comandamenti della Chiesa riguardanti il battesimo (Dottrina e Alleanze, 20:71, 37, 72-75)
- I doveri dei membri dopo che hanno ricevuto il battesimo (Dottrina e Alleanze, 20:68-69)
- Metodi di amministrazione del sacramento della Cena del Signore (Dottrina e Alleanze, 20:75-79)
- I doveri degli Anziani, Sacerdoti, Insegnanti, Diaconi e Membri della Chiesa di Cristo (Dottrina e Alleanze, 20:38-44; 107:11; 20:45-59, 70, 80)
- Sul sacerdozio (Dottrina e Alleanze, 107:1-10, 12-20)
- La vocazione e i doveri dei Dodici Apostoli (Dottrina e Alleanze, 107:23, 33)
- La vocazione e i doveri dei Settanta (Dottrina e Alleanze, 107:34, 93-100)
- Estratti da una rivelazione avuta nel luglio 1830 (Dottrina e Alleanze, 27:5-18)
- L'ascesa della Chiesa di Gesù Cristo dei Santi degli Ultimi Giorni (Dottrina e Alleanze, 20:1-36)
- Times and Seasons, Vol. III, p. 709 (Articoli di Fede)
- Oh Say What is Truth? (poesia di John Jaques)